# Tewelde Estifanos
Tewelde Estifanos Hidru (* 2. November 1981) ist ein eritreischer Marathonläufer.

## Werdegang
Tewelde Estifanos gewann bei den Halbmarathon-Weltmeisterschaften 2010 und 2012 in der Mannschaftswertung die Silbermedaille und 2015 den Beppu-Ōita-Marathon. Bei den Olympischen Spielen 2016 belegte er im Marathonlauf von Rio de Janeiro den 60. Rang.